# Robin Johansson (ikonmålare)
Robin Johansson, född 1 december 1979, är en svensk ikonmålare. 
Johansson växte upp i pingstkyrkan i Linköping. Efter gymnasiet flyttade han till Uppsala för att gå bibelskola och läsa teologi hos församlingen Livets Ord. Han var därefter under några år missionär i Indien innan han flyttade med sin familj till Kållandsö utanför Lidköping. 
Han har en bakgrund som grafisk formgivare, och gick år 2010 en ikonmålarkurs på Ekumeniska kommuniteten i Bjärka-Säby och upplevde detta som en kallelse. Han fortsatte att utveckla hantverket genom mycket övning och kontakter med andra ikonmålare. År 2014 målade han sin hundrade ikon och hade 2019 målat 265 stycken. Han har inget lager utan målar enbart på beställning.
Johansson framhåller att ikoner är bilder som ska användas för bön och gudstjänst, och ska fungera som "ett fönster mot himlen". Ikonerna var en naturlig del av kyrkans liv under kristendomens första tusen år, där de användes i bön- och gudstjänstliv som en hjälp att fästa blicken på det som ligger bortom vi ser.
Han har inrättat sin målarverkstad i ett gammalt 1800-talstorp på Kållandsö som fått namnet Antoniosgården och som är en del av ekumeniska kommuniteten i Bjärka-Säby. Ikonerna tillkommer i en nästan monastisk tillvaro med en intensiv uppmärksamhet på ikonmålandet, i tystnad eller med klostermusik, inramat av tideböner i Antoniosgårdens kapell.